# The College Widow (1927)
The College Widow é um filme mudo estadunidense de 1927, do gênero comédia, dirigido por Archie Mayo, e estrelado por Dolores Costello. O roteiro de Paul Schofield e Peter Milne foi baseado na peça teatral homônima de 1904, de George Ade. É considerado um filme perdido.
O filme foi a segunda adaptação cinematográfica da história de Ade. Outras adaptações cinematográficas conhecidas da mesma história são "The College Widow" (1915), estrelada por Ethel Clayton; "Maybe It's Love" (1930), estrelada por Joan Bennett; e "Freshman Love" (1936), estrelada por Patricia Ellis.

## Sinopse
Após outro exemplo da derrota perene do time de futebol do Atwater College, o Professor Witherspoon (Charles Hills Mailes) é informado de que, a menos que melhores atletas possam ser induzidos a entrar no time, ele será convidado a renunciar seu cargo. Agindo de acordo com a sugestão do Professor Jelicoe (Douglas Gerrard), Jane Witherspoon (Dolores Costello), sua linda filha, usa seu charme pessoal para atrair atletas notáveis de escolas vizinhas com uma série de artimanhas durante suas férias. Billy Bolton (William Collier, Jr.), o filho de um magnata financeiro, se apaixona por Jane e, para provar, se inscreve na escola com outro nome e continua a jogar futebol, obtendo honras escolares e atléticas. Através do ciúme de outra garota, Billy descobre os truques que Jane utilizara para conquistá-lo, e convence os outros atletas a não jogarem no time.

## Elenco
- Dolores Costello como Jane Witherspoon
- William Collier, Jr. como Billy Bolton
- Douglas Gerrard como Professor Jelicoe
- Anders Randolf como Hiram Bolton
- Charles Hills Mailes como Professor Witherspoon
- Robert Ryan como Jack Larrbee
- Sumner Getchell como Jimmie Hopper
- Guinn "Big Boy" Williams como Don White
- Grace Gordon como Flora

## Recepção

### Bilheteria
De acordo com os registros da Warner Bros., o filme arrecadou US$ 268.000 nacionalmente, e US$ 75.000 no exterior, totalizando US$ 343.000 mundialmente.